# 小行星3033
小行星3033（3033 Holbaek）是一颗围绕太阳公转的小行星。1984年3月5日，卡爾·奧古斯特森、波爾·延森、漢斯·約恩·福格·奧爾森（Hans Jørn Fogh Olsen）在霍尔拜克发现了此天体。
該小行星以丹麥的城市霍爾拜克命名。
这颗小行星的绝对星等为66.99572等。